# Gonzalo Jiménez de Quesada

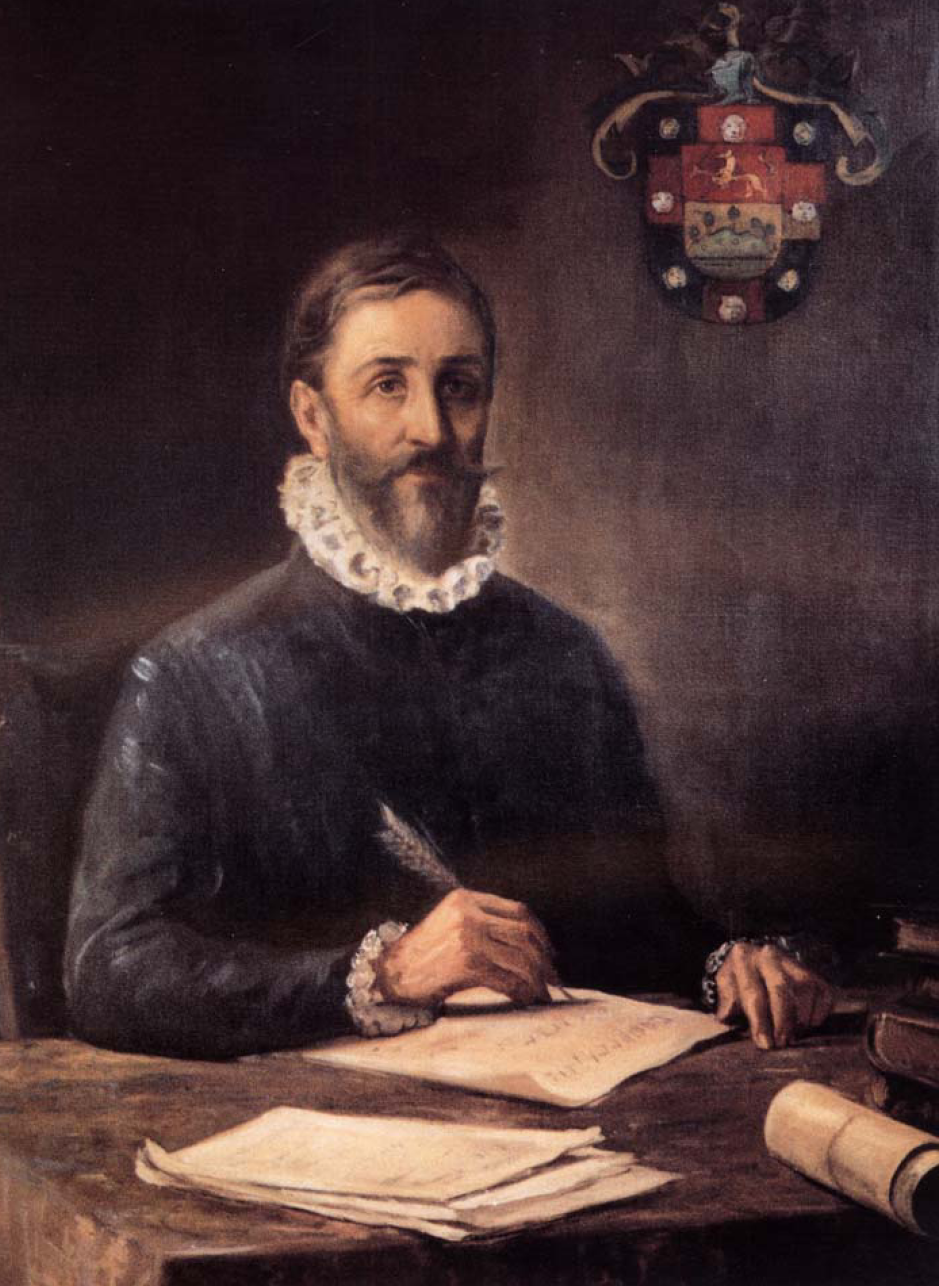
Gonzalo Jiménez de Quesada

Gonzalo Jiménez Quesada Rivera, auch Ximénez und de Quezada ([gonˈθalo xiˈmeneθ ðe keˈsaða (keˈθaða) i riβˈeɾa]; * 1509 in Córdoba oder Granada, Spanien; † 16. Februar 1579 in Mariquita, Kolumbien) war ein spanischer Anwalt und Konquistador. Er gründete die heutige kolumbianische Hauptstadt Bogotá.

## Leben
Gonzalo Jiménez de Quesada wurde wahrscheinlich in Córdoba als Sohn einer zum Christentum übergetretenen jüdischen Familie geboren. Andere Quellen, u. a. die der Mitglieder seiner Expeditionen, deuten eher darauf hin, dass er in Granada geboren wurde.
Er trat 1535/36 in der Kolonie von Santa Marta als juristischer Magistrat (span. „Justicia Mayor“) an und hatte die Aufgabe, den Fluss Magdalena zu erkunden. Als Konquistador war er schon deshalb eine Ausnahme, weil er fließend schreiben und lesen konnte und eine juristische Ausbildung hatte. Die von ihm kommandierten Truppen besiegten das Volk der Chibchas und er gründete am 6. August 1538 die damalige Hauptstadt des späteren Vizekönigreichs Neugranada, Santa Fe de Bogotá, die spätere Hauptstadt Kolumbiens. Er erbeutete große Mengen an Smaragden und Gold für die Krone Spaniens. Sein Umgang mit der einheimischen Bevölkerung schwankte zwischen brutalen Angriffen und humanitären Hilfsaktionen.
Er traf Nikolaus Federmann und Sebastián de Belalcázar und überzeugte diese, mit ihm nach Spanien zurückzureisen, da sie alle Anspruch auf die neuen Gebiete erhoben. Dort wurde er bis 1550 nicht beachtet, da die Stimmung in Spanien gegenüber den Konquistadoren schlecht war. Er erhielt aber später infolge seiner juristischen Fähigkeiten den Titel eines Marschalls von Neugranada. Er versuchte weitere Male, El Dorado zu finden und organisierte hierzu Expeditionen an die Flüsse Río Guaviare und Orinoco, die ihn in den Ruin trieben. Seine Niederschriften gingen verloren.

## Kontroversen
Als Teil landesweiter Demonstrationen in Kolumbien seit 2019, wurde am 7. Mai 2021 die Statue Jiménez de Quesada auf dem Platz vor der Universidad del Rosario in Bogotá vom Sockel gestürzt. Die Demonstranten brachten die Aufschrift „Historische Gerechtigkeit“ an. Das Ereignis wurde in Sozialen Medien gefeiert. Antonio Morales, ein Journalist und politischer Vertreter des Volks der Misak (Guambiano) in Bogotá kommentierte: „Das [die Konquistadoren] sind absolut keine Helden und auch keine Heldinnen. Es ist beklagenswert, dass wir ins Jahr 1492, zum Unglück der sogenannten Eroberung, zurückkehren müssen, die, um vermeintliche «Wilde» zu bezwingen, mit der Bibel in der einen und dem Schwert in der anderen Hand, durchgeführt wurde, [um auf unsere gegenwärtige Diskriminierung aufmerksam zu machen.]“ Die kolumbianische Regierung von Iván Duque hatte eine frühere Statuendemontage in der Stadt Popayán im September 2020 als Vandalismus bezeichnet.

## Werk
- Gonzalo Jiménez de Quesada: El Antijovio. Herausgegeben von Rafael Torres Quintero, einführende Studie von Manuel Ballesteros Gaibrois. Bogotá, Instituto Caro y Cuervo, 1952.